# Château de Brinon-sur-Beuvron
Le château de  est situé à Brinon-sur-Beuvron (France).

## Localisation
Le château est situé sur la commune de Brinon-sur-Beuvron, située dans le département de la Nièvre en région Bourgogne-Franche-Comté. Il est placé au débouché de la vallée du Beuvron, situé à l’extérieur au nord du village.

## Description
Le château est construit sur une plate-forme d'une cinquantaine de mètres de côté, entourée par des fossés en eau de 6 à 15 m de large,  sur les structures d’une ancienne maison forte. La plate-forme est accessible par un pont donnant sur l'ancienne basse-cour du château. Il ne subsiste plus que les quatre tours ainsi que le corps de logis, construit en L.

## Historique
Dans une des tours du château, Louis de Jaucourt rédigea une partie de l'Encyclopédie ou Dictionnaire raisonné des sciences, des arts et des métiers.
Le château fait l'objet d'une inscription partielle (éléments protégés : les façades et les toitures ; les deux tours isolées ; les douves) au titre des monuments historiques par arrêté du 21 mars 1983.